# 梳邦再也
梳邦再也，是马来西亚雪兰莪州中部八打靈縣的一个城市，隶属于梳邦再也市政厅。其面积为161.8平方公里，2018年共有798,830名居民。该市北临八打灵再也，东北临吉隆坡，东临加影，南临雪邦，西临莎亚南。梳邦再也由梳邦再也UEP区（USJ）、双威镇、梳邦高科技园、布特拉高原、蒲种、金銮、布特拉柏迈镇（Bandar Putra Permai）和沙登组成。

## 历史
1970年代末，该地区原是属於马来西亚原物料业者，森那美集团（Sime Darby）旗下油棕种植业开发土地之一。1980年代初，由邻近联邦大道方向开始，率先讓其他不动产建商进行土地变更与开发，若干年後，在马来西亚梳邦国际机场确立搬迁之际，森那美集团才由底下所属的不动产建商进行第二波的住商开发案；其两者所开发的社区，以 SS 和 USJ 两种不同的代号作為區域劃分。SS（梳邦－双溪威）属早期发展商所开发的社区代号，USJ（梳邦再也UEP区）则是後来的森那美集团所开发的地段。目前当地已具有多家医疗院所、大学/学院、购物中心，并具有各式联外道路可进入吉隆坡市区；并有连接南北向的主要铁道通过。区内各宗教机构一应俱全；生活机能无碍、交通运输便利、教育机构完整、医疗设施普及。
而到了1980年代後期，在梳邦国际机场搬迁後，该地区开始吸引各行各业人士迁入，其主要原因有两点：
- 国际机场迁移：原本令人忧虑的空气污染以及噪音污染相对减少；
- 第二大卫星城市：在地理位置上属吉隆坡市郊南方，在交通运输上存在便捷优势，同样也带动该地区地价的攀升。

特别是在2005年，衔接苏丹阿都阿兹沙机场（即梳邦机场，位于梳邦）和巴生港的白蒲大道开通后，该区地价更是急速上涨，至2011年为止，该区地价与早期原有市价相比，平均价格实已哄抬至2倍以上。
在名称使用上，无论是英语或是马来语皆直接使用「Subang Jaya」；而当地华语亦有称为「首邦市」（源于力行华小，非雪邦市，“首邦市”的概念为梳邦再也7个规划区中的梳邦再也SS和USJ区），报章杂志在书写时则都写为「梳邦再也」，精准翻译则「梳邦市」。「Jaya」一词在马来语的是有「成功」、「繁荣」的意思，而用在地理位置上，则有「大」、「区」或是「广场」的意思。至於「Subang」在马来语的本意，其实指的是「耳环」（莎阿南境内的梳邦也以此命名），而之所以会使用这个名称作为本市地名，很有可能是根据本市范围内的地形来订定的。

## 行政区划
梳邦再也占地161.8平方公里，下有梳邦再也、蒲种和沙登三个主要城镇，由梳邦再也市议会负责管辖，下可分为7个规划区：
| 规划区        | 涵盖区域 | 面积（平方公里） |
| ------------- | --- | ---------------- |
| 梳邦再也和USJ | 梳邦再也（SS12－19） 、双威镇（PJS7/9/11）和梳邦再也UEP区（USJ1－22）                                                       | 25.3658          |
| 梳邦高科技园  | USJ 3A、丽阳维璟（Tropicana Metropark）、梳邦高科技园和峇都知甲                                                             | 8.0766           |
| 布特拉高原    | 梳邦再也UEP区（USJ23－28）、布特拉高原、甘榜13哩半、甘榜登雅、甘榜武吉兰棕                                                  | 13.24            |
| 金銮          | 金銮、武吉淡丹和蒲种再也 | 1963.92          |
| 蒲种          | 蒲种市中心、蒲种公主城、蒲种柏兰岭、蒲种乌达玛、14哩、蒲种金地花园、蒲种新村、富吉镇（Bandar Bukit Puchong）                | 29.5802          |
| 布特拉柏迈镇  | 布特拉柏迈。怡观园、绍嘉娜蒲种、加里尔峰、乐斯达里柏兰岭、乐斯达里布特拉、滨吉兰布特拉、博特拉大学                          | 45.85            |
| 史里肯邦安    | 沙登新村、沙登岭、大学岭、沙登再也、斯里沙登、沙登拉也、沙登柏兰岭、沙登埠、绿野仙踪、顺达山庄、桃源英达（Belimbing Indah） | 20.0482          |

## 人口
根據2010年馬來西亞人口普查，梳邦再也人口约170,498人。
| 2010年梳邦再也族群比例 | 2010年梳邦再也族群比例 | 2010年梳邦再也族群比例 | 2010年梳邦再也族群比例 | 2010年梳邦再也族群比例 |
| ---------------------- | ---------------------- | ---------------------- | ---------------------- | ---------------------- |
| 族群 / 国籍            | 族群 / 国籍            |                        | 百分比                 | 百分比                 |
| 马来人                 | 马来人                 |                        | 34.03%                 | 34.03%                 |
| 其它土著               | 其它土著               |                        | 1.01%                  | 1.01%                  |
| 华人                   | 华人                   |                        | 44.86%                 | 44.86%                 |
| 印度人                 | 印度人                 |                        | 10.92%                 | 10.92%                 |
| 其他                   | 其他                   |                        | 0.69%                  | 0.69%                  |
| 非马来西亚公民         | 非马来西亚公民         |                        | 8.5%                   | 8.5%                   |

| 族群               | 2010   | 2010    |
| 族群               | 人口   | 百分比  |
| ------------------ | ------ | ------- |
| 马来人             | 58014  | 34.03%  |
| 其他土著           | 1726   | 1.01%   |
| 华人               | 76490  | 44.86%  |
| 印度人             | 18610  | 10.92%  |
| 其他               | 1171   | 0.69%   |
| 马来西亚公民总数   | 156011 | 91.5%   |
| 非马来西亚公民总数 | 14487  | 8.5%    |
| 总数               | 170498 | 100.00% |

## 商业

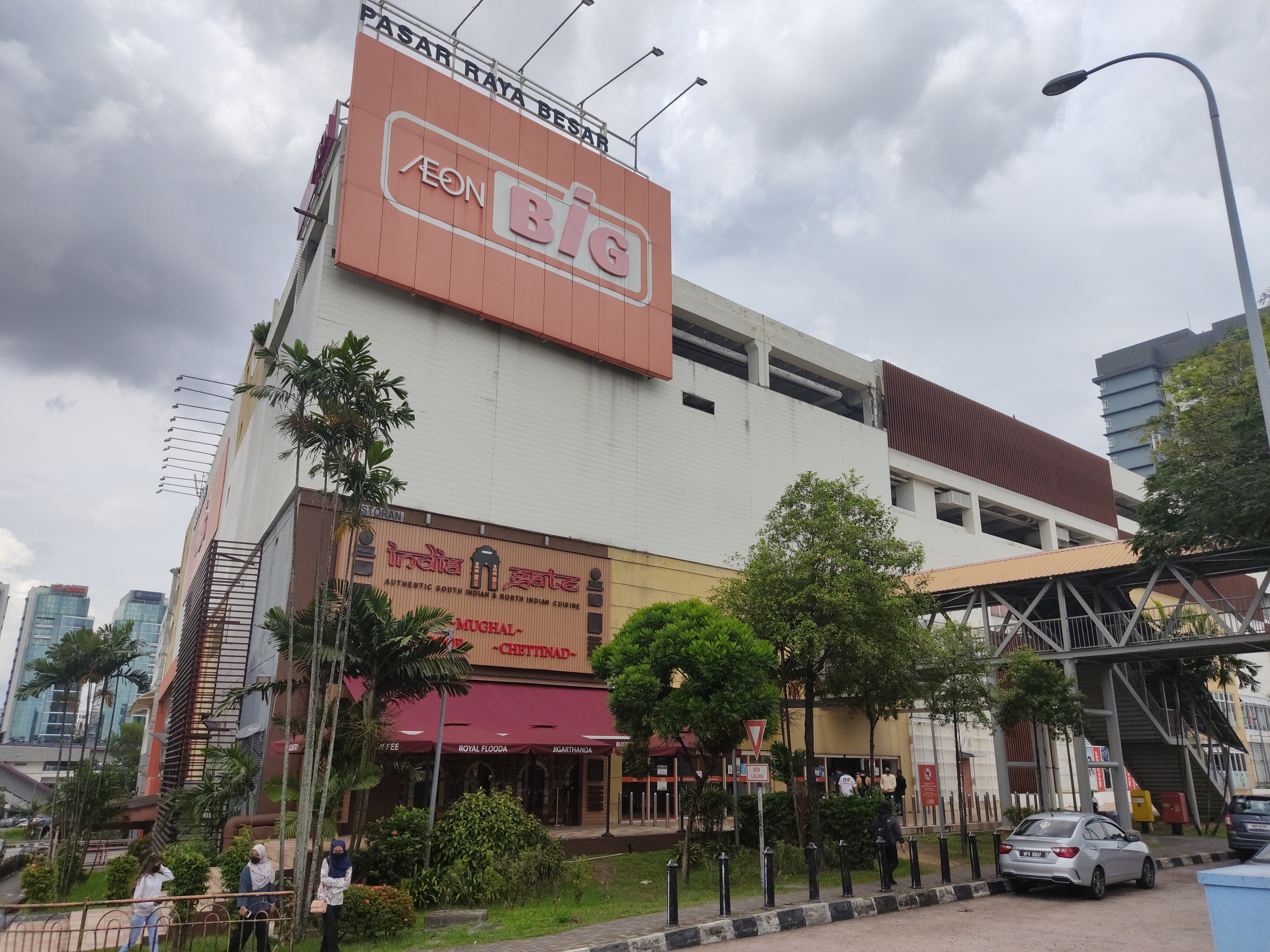
梳邦再也永旺霸市，共有7层

梳邦再也的居民在购物方面同样拥有诸多选择，除了传统商店和连锁性质便利商店外（7-11、99 Speedmart），更有许多中型和大型的购物中心可供消费。大型购物中心有：
- 梳邦帝国购物中心（Empire Subang）
- 梳邦百盛购物广场（Subang Parade）
- 梳邦第一购物广场（First Subang）
- 双威金字塔购物中心（Sunway Pyramid）
- 高峰购物广场（Summit USJ）
- USJ 19 购物商城（The USJ 19 City Mall），原数码城
- SS15 Courtyard
- The Main Place USJ 21（主要地方购物广场）
- 大门住商综合型购物中心（Da Men USJ）
- 第一城市购物中心（One City USJ 25）
- 丽阳维璟购物中心（Tropicana Metropark）

商业中心主要分布地点为：
- SS 15（设有菜市场）
- SS 16（梳邦市中心，SCC）
- USJ 1
- USJ 9（梳邦商圈，SBC）
- 大班商业中心（USJ 10）

主要的星級飯店（酒店）有：
- 威盛帝豪飯店（Grand Dorsett Hotel）
- 帝國飯店（Empire Hotel）
- 假日別野飯店（Holiday Villa Resort）
- 高峰飯店（Summit Hotel）
- E城市饭店（eCity Hotel）

梳邦早期的商业重点聚落可初略划分以梳邦百盛为首一路延伸过来的 SS15 以及对面的 SS18 区为主。SS15 主要为金融业者盘据的地方，除受惠於百货业者的带动，更因为旁边就是该区大专院校（大学/学院）的聚落，频繁的人口活动更带旺了附近各种商业需求，而对面的 SS18 則以中小型企業和零售業為主，原因是该区邻近住宅群，且与 SS15 中间亦有主要干道新班底大道通过，故相对无法分享 SS15 所拥有的消费人潮。後来待 USJ 地段开发之後，USJ 10，也就是俗称的「Taipan」（大班），渐渐成为梳邦第二个金融重点区。本区除商业腹地广阔之外，恰巧又位於市政府所在地周边，因此无论是商业、金融、餐饮、诊疗业等均得以蓬勃发展。另外，其他地区亦规划有商业活动中心，但皆碍於腹地容积狭小，无法形成有利的商圈，在无法吸引金融业者进驻的情况下，在发展上自然就不具有前述二者般的影响力。就目前本市商业发展而言，基本上原有商业区已然趋近饱和，故现在本市商业型态发展重点已开始脱离早期的「商圈模式」，进一步采取「商场模式」来吸引厂家进驻，进而拉拢非商业区周边的住宅群以及外围潜在的消费人口；譬如位在 SS 16 的梳邦帝国购物中心、USJ 1 的迈汀超市以及大門住商综合型购物中心，乃至於一路向後延伸的高峰购物广场到 USJ 19 的USJ 19 购物商城，这些大型建物周边皆是一般住家，靠的就是将各大厂牌集中置於单一定点，藉此网罗消费人潮。
梳邦帝国购物中心集合了众家时尚精品，诉求高档消费路线，与周边原有的梳邦百盛购物广场还有永旺霸市做出区隔 ；而迈汀超市位置邻近一般住宅群，因此以贩售民生消耗品以及平价的餐饮服饰为其主打，甚至更规划出许多临时摊位空间，将商场内每单位坪数的经济效益发挥致极；USJ 19 购物商城地处在 USJ 区的尾端，也是梳邦再也 UEP 区内少数几个大型商场规划地。较早时是以电脑数位商场作为诉求，但是在经营一段时间後，买气不如预期，後经过调整成为现在的综合型购物商城，陆续吸引许多知名餐饮与服务业进驻，如： PAPA RICH Cafe（富爸爸咖啡馆）以及在当地巴生享誉盛名的「日满海鲜楼」在此开设分店；除却本地品牌之外，更成功吸引香港「NEW BOX KTV 集团」的进驻。

## 交通

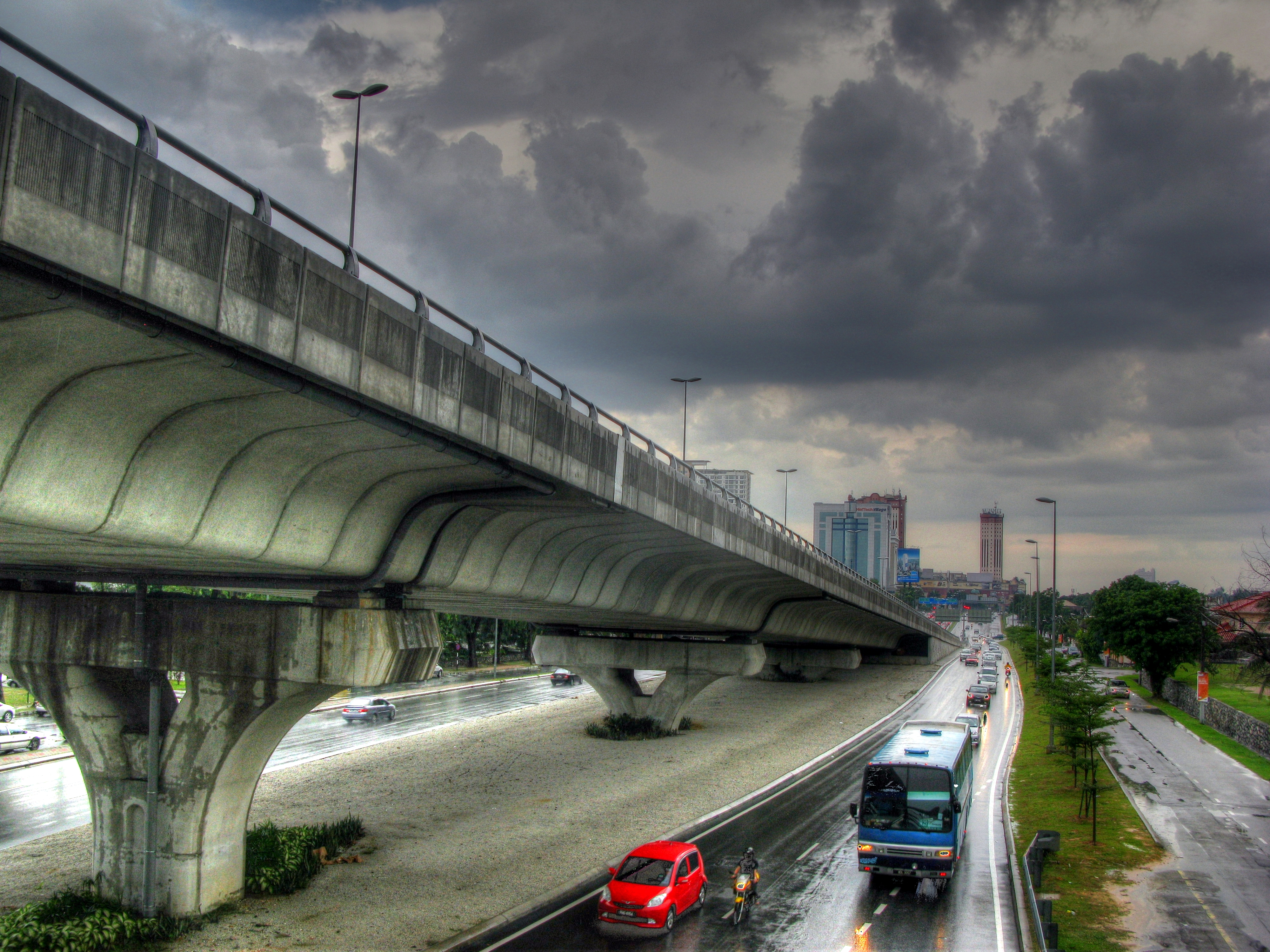
梳邦再也

在这10年内，随着当地人口数的增加以及商业环境发展，当地的交通规划与设施同样与时并进更新。然而，由於当地的大众运输设施皆位处社区住宅边陲，因此无法有效达到抒解上、下班人潮的效果，虽然该地区也具有相当多的联外道路可供使用，但以本市居民平均每一人就拥有 1.5 辆汽车的统计数据来看，道路开发速度亦跟不上车辆增加数目。另外，诸多交通瓶颈路段同样没有进行妥善的规划，导致几个重要的交通枢纽，一到上、下班时间就会造成严重的交通壅塞。近年，国家基建公司耗资数十亿进行巴生谷轻快铁伸延计划来提升当地的交通系统，而此项工程已在2016年6月完成，其中在本市设立数站。

### 道路
梳邦再也是巴生谷交通建设最为完善的城市之一，拥有发达的连外路网，可通过这里前往吉隆坡、莎亚南和八打灵再也和其市郊如阿拉白沙罗、哥打白沙罗、万达镇和珍珠白沙罗。而主要的道路包括包括：联邦大道、莎亚南大道（KESAS）、新巴生河流域大道（NKVE）、新班底大道（NPE）、南北大道第二中环衔接大道（ELITE）和白蒲大道（LDP）等高速公路。
而柏西兰格华芝班（Persiaran Kewajipan）和柏西兰杜祖安（Persiaran Tujuan）这两条快速公路也是梳邦再也的主要道路。另外，梳邦再也也可通过梳邦－格拉那再也连贯公路前往隆灵两市。
- 联邦大道：全线收费站已废除，是本市居民使用最频繁且最为壅塞的联外道路。

- 白蒲大道：设有收费站，连接白沙罗与蒲种两地，为通往吉隆坡市区相当重要的联络干道之一。

- 新班底大道：设有收费站，由双威镇方向衔接进入吉隆坡市区。

- 南北大道第二中环衔接大道：设有收费站，由 USJ 区後方衔接，往北可经吉隆坡市区，直达槟城，往南可经吉隆坡国际机场至新山。

- 莎亚南大道：设有收费站，连络吉隆坡市区以及巴生市两地，行经莎亚南与梳邦，亦是梳邦居民常使用的联外道路之一。

### 公共交通
梳邦再也的公共交通网较为完善，共有两条轻快铁线（4 大城堡线和5格拉那再也线）、一条通勤铁路（2巴生港线）、一条快捷巴士系统（BRT）B1双威线、巴士和计程车为梳邦再也市民提供服务。而2016年6月30日，5格拉那再也线延长线正式开放，并衔接梳邦再也市郊和隆灵两市，可通过这些车站前往购物中心，并有接驳巴士服务。轻快铁格拉那再也线亦有七座车站位在境内，分别为：梳邦再也站、SS15站、SS18站、USJ7站、大班站、宏愿站和USJ21站。
巴士方面则有吉隆坡快捷通和美罗巴士提供服务。除此以外，梳邦再也也拥有一条快捷巴士系统（BRT）线，也是马来西亚第一条BRT。双威线位于双威镇，而斯迪亚再也站和USJ7站为本线的终点站。双威线于2015年6月1日开幕。这项线路由双威集团提供支持，并由马来西亚国家基建营运，为梳邦再也UEP区和双威镇的居民提供对环境友善的电动巴士服务。
通勤铁路方面马来亚铁道（KTM）旗下的巴生港线（Port Klang Line）自1995年开始为梳邦再也的居民服务，在境内只有二站，分别为斯迪亚再也站和梳邦再也站。
吉隆坡区域的旧机场，梳邦国际机场便坐落于此，主要航空有飞莹航空、马印航空和成功航空。马来亚铁道曾在此运营10天空花园线，自吉隆坡中央车站衔接梳邦再也站和梳邦天空花园航站楼站，于2018年4月启用，但由于客流量下降自2023年2月15日后暂停运营。

## 教育
本市拥有超过 30 所各级教育机构，除却有各大知名大专院校（大学/学院）外，更设有超过数 10 所的基础教育机构。另外，SS19 的「首邦市力行华小」亦是一所在当地颇具盛名的国民型华文小学。在 90 年代初期，当时台商在马来西亚所成立的吉隆坡台湾学校，亦是以本市 USJ 区为首选，10年後才辗转迁移至介於武吉利茂（Bukit Rimau）与哥文宁（Kota Kemuning）间的私人校地。

### 小学
- 斯里梳邦再也国民学校（SK Sri Subang Jaya）
- 斯里雪兰莪国民学校（SK Seri Selangor）
- 梳邦再也国民学校（SK Subang Jaya）
- USJ 15 区宏愿学校（Sekolah Wawasan USJ 15）
  - 拿督翁惹化宏愿学校（SK Dato Onn Jaafar）
  - 敦陈祯禄宏愿学校（SJK (C) Tun Tan Cheng Lock）
  - 敦善班丹宏愿学校（SJK (T) Tun Sambanthan）
- 第三海景国民学校（SK Seafield 3）
- USJ 12 区国民学校（SK USJ 12）
- SS 17 区 国民学校（SK SS17）
- 滨海国民学校（SK Seafield）
- USJ 2 区国民学校（SK USJ 2）
- 子文国民型华文小学（SJK (C) Chee Wen）
- 力行国民型华文小学（SJK (C) Lick Hung）
- USJ 20 区国民学校（SK USJ 20）
- 斯里UCSI国小（Sri UCSI Primary School）
- 斯里吉隆坡外语国小（Sri Kuala Lumpur Primary School）

### 中学
- 飞优国际学校（Fairview International School）
- SS 17 区国民中学（SMK SS17）
- USJ 4 区国民中学（SMK USJ 4）
- 滨海国民中学（SMK Seafield）
- USJ 8 区国民中学（SMK USJ 8）
- USJ 12 区国民中学（SMK USJ 12）
- USJ 13 区国民中学（SMK USJ 13）
- USJ 23 区国民中学（SMK USJ 23）
- USJ 4 区国民中学（SMK USJ 4）
- USJ 5 区回教中学（Sekolah Agama Menengah Bestari USJ 5）
- SS14 区梳邦国民中学（SMK Subang Jaya SS14）
- SS 18 区梳邦中心中学（SMK Subang Utama SS18）
- 斯里吉隆坡外语中学（Sri Kuala Lumpur Secondary School）
- 斯里UCSI中学（Sri UCSI Secondary School）

### 大学 / 学院
- 英迪国际学院（Inti International College）
- 泰莱学院（Taylor's College）
- 泰莱大学（Taylor's University）
- 首都高等学院（Metropolitan College）
- 世纪学院（SEGi College）
- 双威学院（Sunway College）
- 双威大学（Sunway University）
- 莫纳什大學（Monash University）
- 创育学院（Alfa College）

## 宗教场所
梳邦再也同样具有完善的宗教设施，除却各社区皆设有清真寺和祈祷所外，印度寺庙以及华人佛庙亦是所在多有，工业区内更有一座天主教堂。区内居民人口除有当地三大种族外，更有众多外国人口迁居此地工作与就学。早期因台侨学校设立於本市的关系，所以在过去10年内曾有不少台商子弟迁居此地，邻近本市的旺沙拜度里（Wangsa Baiduri）在当时甚至还有「台湾村」之称，然而随着台商辗转前往第三地进行投资，加上台侨学校的搬迁，目前居住於本市的台湾人口数量自然不比从前。由於本市具备完善的高等教育机构与首屈一指的大学，因此近年来吸引不少中国留学生前往本市深造，同时亦有不少来自非洲大陆国家的学生在此就读。